# Harry James
Harry Haag James (Albany, 15 de março de 1916 — Las Vegas, 5 de julho de 1983) foi um ator e músico de jazz e maestro estadunidense, um dos trompetistas mais populares da era das big bands.
A carreira de James ganhou impulso a partir de sua participação na orquestra de Benny Goodman. Mais tarde com ajuda do próprio Goodman, James formaria seu próprio grupo instrumental tonando-se um dos maiores trompetistas dos Estados Unidos, lançando nomes como Frank Sinatra, na época com 23 anos e Dick Haymes. Criada em 1939, quando explodia o boom das orquestras de bailes nos EUA, a banda de Harry James atravessou toda as revoluções musicais dos anos 50 e 60 - cujas referências principais eram o rock de Elvis Presley e novo rock dos Beatles - e ainda conseguiu atravessar o principal modismo dos anos 70, a discoteca.
James casou-se em 1943 com a atriz Betty Grable, fato notório em sua carreira, de quem se divorciou em 1965.

## Biografia
Filho de artistas circenses, James aprendeu a tocar caixa aos quatro anos e trompete aos oito; quando tinha doze anos, passou a reger uma das bandas do circo. Na juventude, tocou com várias orquestras, incluindo a de Ben Pollack, entre 1935 e 1936. Em dezembro desse ano, tornou-se membro da orquestra de Benny Goodman. Nessa orquestra, ele se juntou com os trompetistas Ziggy Elman e Chris Griffin para formar o powerhouse trio, um das sessões de trompete mais célebres da história do jazz. James era o solista principal e ascendeu à fama com seus solos em canções como Ridin' High, Sing, Sing, Sing e One o'Clock Jump. Ele também compôs e fez o arranjo de Life Goes to a Party, considerada um dos melhores números de suingue da orquestra de Goodman. O estilo de James era ousado e intenso, com um tom denso mesmo em registros extremos.
O período em que James passou tocando na orquestra de Goodman e nas bandas de estúdio (com memmbros da orquestra de Count Basie) que ele regeu durante o fim dos anos 1930 são, talvez, os melhores exemplos de seu primeiro estilo de jazz. James deixou a banda de Goodman e criou a sua própria em 1939, mas o sucesso se mostrou ilusório. Talvez mais notável da orquestra durante seus prinmeiros momentos tenha sido Frank Sinatra; ele cantou com a banda de James por seis meses, em 1939. Sua gravação de All or Nothing at All foi um fracasso durante seu primeiro lançamento, mas vendeu mais de um milhão de cópias ao ser relançada, em 1943.
O momento de viragem para James veio em 1941. Em abril, ele fez sucesso com Music Makers, a canção-tema de sua banda (a qual era por vezes creditada como Harry James & His Music Makers). Mais tarde naquele ano, fez um sucesso ainda maior com uma versão instrumental de You Made Me Love You, o qual o estabeleceu como um dos maiores maestros estadunidenses da época. A orquestra emplacou muitos outros sucessos nos poucos anos que se seguiram, incluindo I Don't Want to Walk Without You, I'll Get By e I'm Beginning to See the Light. Vocalistas populares como Dick Haymes, Helen Forrest e Kitty Kallen contribuíram para o sucesso da banda durante esse período.
James era tão popular no início da década de 1940 que sua gravadora (a Columbia Records) chegou a um ponto de ser incapaz de prensar seus discos suficientementes para cobrir a demanda. A fama de James aumentou quando ele casou com a estrela do cinema Betty Grable, em 1943. Ele também apareceu em vários filmes, inclusive Springtime in the Rockies (1942), Two Girls and a Sailor e If I'm Lucky, ambos de 1946 sendo que o segundo ele acompanha com sua orquestra a cantora Carmem Miranda, e I'll Get By de 1950. Participou de programas de televisão freqüentemente nos anos 1950 e 1960 e suas músicas continuaram a ser ouvidas em trilhas sonoras de filme durante o século XX.
Apesar de baladas e arranjos comerciais terem marcado o período mais popular de James, ele permaneceu essencialmente como um músico de jazz. Uma vez estabelecido seu sucesso, ele gradualmente retornou às suas raízes jazzísticas no fim dos anos 1940. No início dos anos 50, sua banda estava tomando a forma de algo como a oquestra de Count Basie, e arranjadores notáveis como Neal Hefti e Ernie Wilkins criavam arranjos para ambas as bandas.
Turnês extensas e várias sessões de gravação marcaram as duas décadas finais de James como artista. Embora seu número fosse largamente construído sobre um apelo nostálgico, as bandas que ele montou foram sempre de alto calibre. Ele alternava longos compromissos nos hotéis e cassinos de Las Vegas com várias turnês nacionais e internacionais, atuando até o fim de sua vida. Harry James faleceu em decorrência de um linfoma aos 67 anos. Foi sepultado no Bunkers Eden Vale Cemetery, Condado de Clark, Nevada no Estados Unidos.

## Filmografia
- Hollywood Hotel (1937) (como ele mesmo, na banda de Benny Goodman)
- Springtime in the Rockies (1942) (como ele mesmo)
- Private Buckaroo (1942) (como ele mesmo)
- Swing Fever (1943) (como ele mesmo)
- Best Foot Forward (1943) (como ele mesmo)
- Bathing Beauty (1944) (como ele mesmo)
- Two Girls and a Sailor (1944) (como ele mesmo)
- Do You Love Me (1946)
- If I'm Lucky (1946)
- Carnegie Hall (1947) (como ele mesmo)
- I'll Get By (1950) (como ele mesmo)
- The Benny Goodman Story (1956) (como ele mesmo)
- The Opposite Sex (1956) (como ele mesmo)
- Outlaw Queen (1957)
- Riot in Rhythm (1957) (curta-metragem; como ele mesmo)
- The ladies man (1961) (como ele mesmo)
- The Sting II (1983)